# Menodice
Nella mitologia greca, Menodice (o Ménodike) è una ninfa figlia di Orione, ed anche sorellastra di Menippe e Metioche. Era la madre di Ila, avuto assieme a Teiodamante, sovrano dei Driopi. In altri resoconti, il padre di Ila era l'argonauta Eufemo oppure Ceice, re della Trachinia.